# Slavonski Brod
Slavonski Brod jest grad u istočnoj Hrvatskoj. Smješten je na lijevoj obali rijeke Save.
Po broju stanovnika drugi je grad u Slavoniji, a osmi u Republici Hrvatskoj. Administrativno je i upravno središte Brodsko-posavske županije. 
Tijekom Rimskog Carstva grad se zvao Marsonia, a od 1244. do 1945. godine Brod na Savi.

## Zemljopis
Slavonski Brod nalazi se na sjevernoj (lijevoj) obali rijeke Save na granici s Bosnom i Hercegovinom. Predstavlja čvorište glavnih prometnih pravaca u smjeru zapad-istok i sjever-jug. Kroz Slavonski Brod prolaze željeznička pruga Paneuropski Koridor X i autocesta A3 iz zapadne Europe k Bliskom Istoku, a na rijeci Savi je cestovni most i međunarodni granični prijelaz. Grad je lociran na pola puta između Zagreba i Beograda, na južnom rubu Panonske ravnice, između obronaka Dilja na sjeveru, i rijeke Save na jugu. Tragovi još iz rimskog doba pokazuju da je ovdje oduvijek bio prijelaz preko rijeke. Plovni put rijekom Savom koristi se još od doba Rimljana a paralelno s rijekom Savom se kroz slavonsku ravnicu danas pruža i naftovod.

## Stanovništvo
Po broju stanovnika Slavonski Brod je osmi u Republici Hrvatskoj i drugi u Istočnoj Hrvatskoj (Slavonija i Baranja). Do 1991. broj stanovnika se povećavao zahvaljujući snažnom rastu gospodarstva (metalna industrija  Đuro Đaković, poljoprivredni kombinat Jasinje, drvna industrija Slavonija i Oriolik i ostalo).
Demografski podatci
Podaci 1991.: 57 796 stanovnika, a 2001.: 64 612 stanovnika (od toga 33 727 žena i 30 885 muškaraca). Nakon rata dolazi do porasta zbog velikoga broja prognanika iz Bosanske Posavine te 2005. šire područje grada ima oko 80 000 stanovnika.  U gradu ima 59 141 stanovnika, a s onima koji imaju prijavljeno boravište negdje drugdje 60 347 stanovnika. Zajedno s prigradskim naseljima broj stanovnika se penje na 64 612 stanovnika. Slavonski Brod, ako se uzme u obzir uska povezanost sa susjednim naseljima, čini 5. aglomeraciju Hrvatske (124 349).
| broj stanovnika | 4015  | 4775  | 5872  | 6940  | 9627  | 13193 | 13729 | 19203 | 20196 | 23116 | 30093 | 40043 | 49153 | 57229 | 64612 | 59141 | 49891 |
|                 | 1857. | 1869. | 1880. | 1890. | 1900. | 1910. | 1921. | 1931. | 1948. | 1953. | 1961. | 1971. | 1981. | 1991. | 2001. | 2011. | 2021. |

| broj stanovnika | 2736  | 3362  | 4433  | 4968  | 7532  | 10651 | 11199 | 15827 | 16681 | 21858 | 28810 | 38705 | 47583 | 55683 | 58642 | 53531 | 45005 |
|                 | 1857. | 1869. | 1880. | 1890. | 1900. | 1910. | 1921. | 1931. | 1948. | 1953. | 1961. | 1971. | 1981. | 1991. | 2001. | 2011. | 2021. |

## Naselja i četvrti
Područje grada Slavonskog Broda prostire se na površini od 50.14 km² što čini 2,47% ukupne površine Brodsko-posavske županije.
Zakonom o područjima županija, gradova i općina u Republici Hrvatskoj, (Narodne novine br.90/92 i 10/97) grad Slavonski Brod je postao administrativno sjedište Brodsko-posavske županije i obuhvaća danas naselja Slavonski Brod, Brodski Varoš i Podvinje.
Gradske četvrti Slavonskog Broda jesu centar, Plavo Polje, Budainka, Zrinski Frankopan, Mali Pariz, Naselje Andrija Hebrang, Slavonija 1, Slavonija 2, Brodsko Vinogorje, kralja Tomislava, Livada, Matije Ivanića,  Marsonia , Bjeliš, Mikrorajon, Kolonija, Jelas, Krajiška, Lutvinka, Brodski Varoš, Podvinje, Šestinac i Marinci.

## Uprava
Nakon lokalnih izbora (2025.) za gradonačelnika je po 6. put izabran Mirko Duspara dr. med., iz Nezavisna lista – Mirko Duspara, a njegova zamjenica ostala je Marina Martić Puača.

## Povijest
Naselja su na ovom dijelu Hrvatske postojala još u prapovijesno doba što je uvjetovano povoljnim geografskim položajem, ugodnom kontinentalnom klimom, plodnim tlom i blizinom rijeke. Grad je dobio ime Brod koje je isprve simboliziralo mjesto na kojem se dala pregaziti rijeka, a poslije i sredstvo za ostvarivanje istog.
Na sjeveroistočnom dijelu grada, na lokalitetu Galovo relativno nedavno otkriveno je bogato nalazište starčevačke kulture iz ranoga kamenog doba. Osim činjenice, da se radi o najvećem nalazištu iz kamenog doba na području Sjeverne Hrvatske, iznimno je bitno naglasiti da pronađeni materijalni ostaci potvrđuju 8000 godina staro naseljavanje Broda.
Znanstvenici procjenjuju da je riječ, ne samo o najstarijim dokazima naseljavanja grada, nego, općenito, i o tragovima najstarijeg naselja u cjelokupnoj Hrvatskoj. Nalazište karakterizira više osobitosti, zbog kojih privlaći pažnju stručnjaka. Jedna od njih je i prvi put u Europi pronađena zemunica za ukop, posebno sagrađena. Ona je ograđena drvenom ogradom sa žrtvenikom i preko 20 kamenih sjekira. Zanimljivi su i ostaci ovdje pronađenih kostura, gdje je jedan pokopan bez glave, dok kod drugog na lubanji nedostaje lice, što znanstvenike upućuje na postojanje kulta lubanje i žrtvene obrede. Prema nalazima s još nekih lokaliteta, stručnjaci smatraju da se na gradskom području vjerojatno nalazilo dosta veliko prapovijesno naselje.
Kroz povijest je lokacija grada Slavonskog Broda bila dobro nastanjena, a prva povijesna naseobina na tom mjestu datira iz rimskih vremena, o čemu svjedoče arheološki nalazi iz tog doba, po imenu Marsonia. Do danas nije utvrđeno je li Marsonija bila samo poštanska stanica i prenoćište ili i čitava naseobina.
Na poznatoj Peutingerovoj tabli je Marsonija označena kao Marsonie, a u djelu Notitia dignitatum zapisana je kao Auxilia Ascaria Tauruno sive Marsonia.
S problematikom ubikacije Marsonije bavili su se već izdavači Ptolomejeve Geografije u 16. stoljeću. U tom pogledu bilo je različitih mišljenja. Prvi geograf iz 16. stoljeća koji je odredio položaj Marsonie na lokalitetu Broda bio je Abraham Ortelius, koji je u svom atlasu Theatrum orbis terrarum (Antwerpen 1590) objavio kartu na kojoj je pokušao rekonstruirati i ubicirati sve antičke nazive panonskih i ilirskih naselja. On je Marsoniju smjestio na Savi upravo tamo gdje se danas nalazi Brod.
Na već spomenutoj Peutingerovoj tabli se najbolje vidi da je Marsonija ležala neposredno uz rijeku Savu, na mjestu gdje je rimska cesta prelazila preko spomenute rijeke. Od naših stručnjaka prvi koji je utvrdio da je Marsonija (originalno MARSVNNIA) bila na lokaciji Broda bio Matija Petar Katančić. Nakon toga, ova je činjenica opće prihvaćena u znanosti.
Nakon Marsonije na lokacija grada su se nastanili Slaveni u 6. stoljeću nove ere. Samo ime grada se prvi puta spominje u povelji ugarsko-hrvatskog kralja Bele IV. 1224. godine. Kroz kasni srednji vijek i glavninu novog vijeka Slavonski Brod je bio važna utvrda u Vojnoj krajini, seriji utvrđenja na granici Austrije s Turskim carstvom. Utjecaj Turaka na ovom prostoru je dominantan sve do kraja 17. stoljeća kada se situacija mijenja osvajanjem teritorija od strane Austro-Ugarske monarhije. Osim obrambene uloge, u gradu se u to vrijem razvijaju i sitni obrt i trgovina, a od najranijeg doba duhovnu službu vrše Franjevci pod čijim utjecajem se razvijaju prosvjeta i kultura. Od 1244. do 1945. godine grad nosi ime Brod na Savi. Tragovi još iz rimskog doba pokazuju da je ovdje oduvijek bio prijelaz preko rijeke.
U 20. stoljeću Slavonski Brod je iskusio nekoliko perioda brzog rasta, kao prometni i industrijski centar. Zbog naglog gospodarskog razvitka dvadesete godine prošlog stoljeća se nazivaju zlatnim dobom Broda. Za vrijeme Kraljevine Jugoslavije grad mijenja ime iz Brod na Savi u Slavonski Brod.

### Drugi svjetski rat
Slavonski Brod teško stradava u Drugom svjetskom ratu. Dio građana nije podržavao ustašku vlast već je prešao u antifašistički partizanski pokret. Grad je teško stradao u nemilosrdnim savezničkim razaranjima 1945. godine. Slavonski Brod (za NDH se zvao Brod na Savi) je bio vrlo važan kao strateško i prometno mjesto za NDH i Osovinske sile. Od hrvatskih gradova samo je Zadar toliko stradao u završnim akcijama Saveznika. Više od 80% građevina je bilo uništeno u savezničkim bombardiranjima pri čemu su uništene i građevine iz vremena Austro-Ugarske od iznimne kulturno – povijesne i urbanističke vrijednosti.

### Domovinski rat
Teška ga je sudbina zadesila za vrijeme Domovinskog rata za osamostaljenje Republike Hrvatske, kada je pretrpio strahovita razaranja iz susjedne Bosne i Hercegovine od strane JNA. Slavonski Brod je bio vrlo važan i srpskom agresoru zbog svog geopolitičkog položaja. Po nekim stručnjacima Brod je drugi najteže stradali hrvatski grad poslije Vukovara. U prosjeku je dnevno samo u Slavonskom Brodu kao posljedica velikosrpske agresije ginulo petero ljudi. U napadima je ukupno ubijeno 29-ero djece. Poznat je velikosrpski teroristički topnički napad od 16. srpnja 1991., kad su bosanski Srbi granatom pogodili slavonskobrodski izbjeglički centar, pri čemu su ubili 12 osoba, a 60-ak ranili.
Pri gotovo svakodnevnom granatiranju Slavonskog Broda od neprijateljskih granata stradale su 182 osobe od kojih je 28-ro djece. Od svibnja 1992. do 1995. ranjeno je 969 hrvatske djece. Uglavnom su uzroci ranjavanja bile eksplozije ili prostrijeli za vrijeme topničkog ili zračnog napada. Među djecom ima 90 teških invalida.
Zanimljivo je da je rat u Slavonskom Brodu trajao u vrijeme kada nisu postojale vojne akcije JNA u drugim gradovima istočne Hrvatske. Grad se tijekom poratnih '90-ih postupno oporavljao i obnavljao te nastojao dobro povezati, gospodarski i prometno s ostalim dijelovima Hrvatske što je uvijek bilo primarno za Brod, a i radilo se na obnavljanju industrijskih pogona, koji su svojevremeno zapošljavali većinu stanovnika.
Slavonski Brod i okolica su dali obol u obrani i oslobađanju i drugih dijelova Hrvatske. U operaciji Maslenica su podnijeli veliki teret, braneći tek oslobođeni Kašić, ključno mjesto za obranu Zadra. U samo jednoj noći (1. na 2. veljače) su u području sela Kašića ili njegove okolice poginula 23 pripadnika brodske 3. bojne Kobre iz sastava 3. gardijske brigade Kune.

### Danas
Danas je Slavonski Brod prometni grad na auto-cesti koja povezuje Središnju Europu s Malom Azijom. Kao administrativni centar Županije i industrijski centar, Slavonski Brod i dalje raste i razvija se, pogotovo u posljednjih desetak godina.Iako se naglasak razvitka u posljednje vrijeme stavlja u razvijanje turizma i uslužnih djelatnosti,Brod je uvijek bio i uvijek će biti industrijski grad i njegova budućnost je upravo u tom sektoru te je potrebna daljna modernizacija brodskih tvornica i industrije.

## Gospodarstvo

#### Industrija
Slavonski Brod ima razvijenu industriju, iako je ona zbog rata i lošeg prijelaza iz planskog gospodarstva u kapitalističko tržišno gospodarstvo opadalo niz godina. Početkom 2000-ih stanje u gospodarstvu na području Grada Slavonskoga Broda ide na bolje. Najpoznatija tvrtka je brodski holding Đuro Đaković koji je u svojim zlatnim vremenima, posebno tijekom 1970-ih i 1980-ih, zapošljavao između 11.000 i 13.000 radnika. Proizvodi ove tvrtke su: željeznička vozila, industrijska postrojenja, poljoprivredni strojevi, mostovi, auto dijelovi, borbena vozila i njihovo održavanje poput tenka Degman, vozila Patria AMV, M2 Bradley i drugi. Osim Đure Đakovića, u gradu djeluju ili su djelovale brojne druge značajne tvrtke poput: Andritz TEP, Basch-Mont, Brod-plin, Simplex, Slavonija DI, Vindon, Hidromont, Kožul, PZC Brod, Rio-pak i druge.

#### Poljoprivreda
Važna je i poljoprivreda i uzgoj voća, a dobro se razvija i prehrambena industrija, upravo idealna za ovo područje. Brodski kraj poznat je po proizvodnji iznimno kvalitetnih vrsta vina. Na području grada postoji nekoliko vrlo uspješnih proizvođača vina, koji svoje proizvode i izvoze.

#### Promet
Promet je uvijek bila važna stavka brodskog gospodarstva i od rimskih vremena, pa tako i danas. Kroz Brod prolazi važna Hrvatska autocesta (A3) Zagreb – Slavonski Brod – Beograd. 
Također Luka Brod je druga najvažnija riječna luka u državi (u izgradnji je suvremena lučka infrastruktura s predviđenim godišnjim kapacitetom od 1.500.000 tona). 15 km istočno od centra Broda nalazi se autocesta A5 (Slavonika) koja leži na međunarodnom tranzitnom pravcu Koridor 5c, koji povezivava srednju Europu i Slavoniju s Bosnom i Hercegovinom te obalom Jadranskog mora. Šira prigradska zona grada jedno je od najvećih cestovnih čvorišta u Hrvatskoj, s obzirom na već postojeću autocestu A3. Trenutno se gradi novi autobusni kolodvor koji je po broju prometa treći u Hrvatskoj.
Prometni položaj prati i dobra ponuda za punjenje vozila pa tako u gradu postoji nekoliko punionica za električna vozila, a jedno od njih je od poznate američke tvrtke Tesla.
Punionica stlačenog prirodnog plina (eng. CNG) izgrađena je 2021. te je prva u Hrvatskoj bez posade s automatskom naplatom i jedina od Zagreba do Beograda. Danas u Hrvatskoj postoji ukupno pet punionice od čega su tri za javne namjene.

#### Uslužne djelatnosti
Uslužne djelatnosti jedan su od vrlo važnih čimbenika u gradu, a posebno turizam. U Slavonskom Brodu se nalazi spomenik nulte kategorije Brodska tvrđava, koja je inače najveći i najvažniji fortifikacijski spomenik kontinentalne Hrvatske, osim toga u Brodu postoje još mnoge građevine i manifestacije koje u zadnje vrijeme privlače posjetitelje.
Jedna od tih zanimljivosti je i površinom najveći gradski trg u Hrvatskoj, Trg Ivane Brlić-Mažuranić, ujedno i jedan od najljepših u državi, koji svojim južnim dijelom izlazi na rijeku Savu na koju se pruža izvanredan pogled. 
Tu se nalazi i kuća Ivane Brlić-Mažuranić, svjetski proslavljene spisateljice za djecu, kojoj trg i duguje svoje ime. Na njemu se tijekom godine održavaju mnogobrojne kulturne manifestacije, koje privlače pažnju, a obiluje i mnoštvom različitih sadržaja, kao što su galerije, knjižare, kavane, noćni klubovi, različite trgovine. Zbog svega navedenoga predstavlja centar društvenih događanja u gradu i odlično mjesto za dobar provod. U neposrednoj blizini trga nalazi se i najveće i najuređenije gradsko šetalište uz rijeku u državi, poznat kao popularni brodski Kej. Kao niti jedan drugi grad na Savi, Brod i njegovi građani, živi zajedno sa svojom rijekom.

#### Razvojna agencija Grada Slavonskog Broda
Razvojna agencija osnovana je 14. ožujka 2008, a s radom je započela 30. lipnja 2008. Osnivač Društva je Grad Slavonski Brod, koji je Razvojnu agenciju osnovao zbog rastućih potreba kvalitetne pripreme projekata za kandidiranje prema državnom proračunu te prema fondovima Europske unije. Također uloga agencije je stručno osposobljavanje i izobrazba u poduzetništvu.
Uz pripremanje i izradu projekata, Razvojna agencija Grada Slavonskog Broda bavi se i organiziranjem sajmova te je bila izvršni organizator tradicionalnog 13. Katarinskog sajma obrtništva, malog i srednjeg poduzetništva, koji se održao od 24. – 28.11.2008. godine na prostoru Tvrđave Brod.

## Spomenici i znamenitosti

### Tvrđava Vukovac
Starija, bivša, srednjovjekovna utvrda u Brodu, od naroda je nazivana Vukovac. Izgranjom nove, ova gubi obrambenu ulogu, postaje karantena, a kasnije i propada.

### Tvrđava Brod
Po svojim dimenzijama, ova utvrda, spada među najveće takve objekte u Hrvatskoj (i u Europi), pa je usporediva i s Dioklecijanovom palačom, čiji je sjeverni pandan. Brodska tvrđava je inače najveći spomenik kontinentalne Hrvatske, a ujedno je i spomenik nulte kategorije. Građena je u vremenu od 1715. do 1780. godine i bila je važna pogranična tvrđava na rijeci Savi. U njezinom središtu nalazi se oktogonalna kapelica sv. Ane.

### Franjevački samostan i crkva Presvetog Trojstva
Godine 1694. sagrađen je drveni franjevački samostan koji je služio potrebama zajedničkog redovničkog života. Kamen temeljac za novi zidani samostan, na zemljištu van dometa tvrđavskih topova položio je 1727. godine barun Trenk, zapovjednik Broda a do kraja godine završen je zapadni trakt samostana i ozidan vrt. Do 1732. godine sagrađen je južni trakt, potom istočni (1768-1770). Iznad krova samostanskog sjevernog hodnika postavljen je sat koji je kao i sunčani ocrtani sat izradio Aleksa Schotz. Brodski franjevci ne samo da su vršili duhovnu službu nego su imali i značajnu prosvjetiteljsku ulogu i otvaranjem škole 1709.godine postaju njeni prvi učitelji, a 1720.godine otvaraju filozofski fakultet. Do naših dana franjevci su zadržali kontinuitet rada u Brodskom Posavlju, o čemu svjedoči i njihova iznimno bogata knjižnica, u kojoj se čuvaju neke od najvrednijih i najstarijih knjiga u Hrvatskoj.
Franjevački samostan, i danas dobro očuvan, jedna je od najmarkantnijih baroknih građevina u Slavoniji s najreprezentativnijim klaustrom samostanske arhitekture sjeverne Hrvatske. Spomenik je nulte kategorije.

### Svetište Gospe od Brze Pomoći
Svakoga osmoga u mjesecu brojni vjernici hodočaste u svetište Gospe Brze Pomoći u Slavonskom Brodu.

### Trg Ivane Brlić-Mažuranić
Glavni gradski trg nosi ime po poznatoj spisateljici Ivani Brlić-Mažuranić. Trg Ivane Brlić-Mažuranić ili Korzo površinom je najveći trg u Hrvatskoj. Na njemu se nalazi niz palača među kojima je i palača obitelji Brlić. Na trgu se nalazi kip Ivane Brlić-Mažuranić, likovno-umjetnički salon Becić i brončane ploče uspješnim sportašima Veniu Losertu, Mariju Mandžukiću, Ivici Oliću i Ivanu Rakitiću. 

### 3D Slika
3D Slika u Slavonskom Brodu djelo je svjetski poznatog 3D umjetnika, Brođanina, Filipa Mrvelja. Nastala je 2011. godine na prostoru nekadašnjeg Malog gradskog kupališta, a njezina površina iznosi 1300 m2. U trenutku nastanka bila je najveća takva slika u svijetu.

### Splavarska ulica
Splavarska ulica u Slavonskom Brodu jedina je takva u Hrvatskoj. Čine ju osamdesetak splavi poredanih jedan do drugog na rijeci Savi, od centra grada do gradskog kupališta Poloj. 

### Gradsko kupalištePoloj
Gradsko kupalište Poloj, pješčana je plaža smještena 2.5 km od gradskih bazena na rijeci Savi. Jedna je od najljepših riječnih plaža u Europi, a na njoj svake godine spas od ljetnih vrućina traže tisuće Brođana.
Osim plaže ovdje se nalazi i sportsko rekreacijski centar koji sadržava košarkaško, odbojkaško i nogometno igralište, stolove za stolni tenis, podlogu za šah i teren za badminton. Svake godine na Poloju se organiziraju brojna događanja kao što su Motorijada i Pečenkijada.

### Šetnica uz Savu
Šetnica uz rijeku Savu ili popularno brodski Kej jedna je od najdužih i najljepših šetališta uz rijeke u Hrvatskoj. Njezina duljina iznosi 2,5 km i prostire se od ušća rijeke Mrsunje u Savu do gradskih bazena. Prilikom izgradnje novih 600 m pronađeni su brojni arheološki ostatci. Na šetnicu se nastavlja šetalište koje prati Savu Splavarskom ulicom skroz do Poloja čime se dobiva 5,5 km (od Savskog mosta 8,5 km) dugo neprekinuto šetalište u kojem uživaju brojni Brođani. Šetnica je ukrašena brojnim grafitima, a tu se nalazi i kip Potjeha lika iz Ivanine bajke Kako je potjeh tražio istinu.

### Crkva svetog Antuna Padovanskog u Podvinju
Jedna od najljepših crkava u Slavonskom Brodu svakako je župna crkva župe sv. Antuna Padovanskog smještena u naselju Podvinje na obroncima Dilj gore. Uz crkvu nalazi se kip sv. Antuna i park. Svake godine brojni Brođani, ali i vjernici iz okolnih krajeva posjećuju župu, dana 13. lipnja kako bi prisustvovali najvećoj kirvajskoj proslavi u gradu.

### Kulturno-povijesna cjelina Slavonskog Broda
Slavonski Brod grad je bogate povijesti. U njegovu centru, ali i ostalim dijelovima nalazi se pregršt brojnih povijesnih, kulturnih i arhitektonskih spomenika. Upravo iz tog razloga Ministarstvo kulture stavilo je povijesno urbanu cjelinu Slavonski Brod pod zaštitu. Na prostoru pod zaštitom mogu se vidjeti brojne barokne, secesijske i klasicističke građevine.

### Industrijski park
Nalazi se u kontaktnoj zoni tvrđave Brod, u Ulici Hanibala Lucića. U parku su postavljeni vozila i mehanizacija proizvedeni u tvornici „Đuro Đaković“.

### Ostale znamenitosti
Zgrada Državnog arhiva u Slavonskom Brodu
Zgrada Državnog arhiva u Sl. Brodu smještena je u ulici Augusta Cesarca i 12.siječnja 1989. proglašena je spomenikom kulture. Zgrada je izgrađena 1910. u duhu secesije. Umjetnička obrada fasadnog plašta, i štuko-dekorativne aplikacije na fasadi govore o visokom umjetničkom nivou graditelja. Po svom izgledu ide u red kvalitetne secesijske arhitekture u Sjevernoj Hrvatskoj. Zbog gore navedenog i predočene dokumentacije doneseno je rješenje o registraciji i upisu objekta u Registar spomenika kulture IV. kategorije. [Ogranak Matice hrvatske Slavonski Brod; Godišnjak 2009.-2010.]
Sportska dvorana Vijuš
Višenamjenska športska dvorana Vijuš, kapaciteta 2.150 gledatelja, otvorena je 27. studenog 2009., nakon 20 godina gradnje.
Vatrogasni penjački toranj
Građen je od 1903. do 1904. godine od strane Odbora brodskog vatrogasnog društva. Koristeći vodu iz Save služio je za potrebe gašenja požara, polijevanje i čišćenje gradskih ulica. Obnovljen je i osvjetljen 2003. godine.
Zgrada Hrvatskog doma otvorenog 1925. godine 
U spomen na najpoznatiju ljubavnu priču grada Slavonskog Broda, onu između roda Malene i Klepetana u naselju Slavonija II nalazi se maketa Klepetana.
Spomenik poginuloj djeci
U Brodskom Vinogorju na obroncima Dilj gore nalazi se planinarski dom Đuro Pilar.
Most na Savi
Đurin most
Pješački most napravljen iznad pruge za potrebe radnika u tvornici Đuro Đaković. U vrijeme zlatnog doba Đure Đakovića, kada je u njegovim pogonima radilo oko 20 000 ljudi, most su svakodnevno koristili deseci tisuća radnika i ljudi. S obzirom na velik protok ljudi u kratkom razdoblju (kada završava jedna i počinje druga smjena) ovaj most pripada skupini velikih inženjerskih rješenja. Posebnu važnost daje mu činjenica da su ga projektirali brodski inženjeri. Autor idejnog arhitektonskog rješenja je Duško Medaković, dipl.ing.arh.
Vatrogasni dom
Izgradnja zgrade vatrogasnog doma u Slavonskom Brodu završena je 1900. godine. Nalazi se odmah uz samostan. Jedna je od najpoznatijih brodskih znamenitosti.
Kip prvom hrvatskom predsjedniku dr. Franji Tuđmanu
Smješten je na trgu dr. Franje Tuđmana, sjeverno od Korza, ispred hotela Park. Spomenik je svečano otkriven 10. prosinca 2006.
Spomenik tisućitoj godišnjici osnutka Hrvatskoga kraljevstva
Spomenik su 1925. godine postavili žitelji tadašnje općine Podvinje. Nalazi se u parku pokraj crkve sv. Antuna Padovanskog.
Murali Mariu Mandžukiću i Ivici Oliću na Stadionu kraj Save

## Brodski centar
Brodski centar dio je grada Slavonskog Broda i središte je kulture i okupljanja brođana i njihovih gostiju. Tu se nalazi stari Brod, sa zgradama iz doba Austro-Ugraske, crkve i državne institucije. Sudovi, sjedište Županije, gradsko poglavarstvo i velika Brodska Tvrđa sastavni su dio Centra. U središtu grada je i smješteno Brodsko korzo, najveći trg u Hrvatskoj, a 2006. dobitnik nagrade za najljepši trg u Hrvatskoj. U centru je i Starčevićeva ulica (među brođanima popularno zvana "Pijana"), popularna po noćnim klubovima i kao mjesto za dobar šoping.
Strojarski fakultet u Slavonskom Brodu smješten je u samom centru. Gimnazije i osnovne škole,te mnogobrojni vrtići su također smješteni u centru. Tvrđava Brod je vrlo blizu glavnog brodskog trga te se u budućnosti planira da se tvrđava uklopi zajedno s trgom u jedinstveno mjesto svih okupljanja u Slavonskom Brodu.

## Obrazovanje
Početkom rada Sveučilišta u kolovozu 2020. godine grad Slavonski Brod postaje sveučilišni grad. Sveučilište nastaje spajanjem Strojarskog fakulteta, Učiteljskog fakultet Osijek – dislocirani studij Slavonski Brod i Veleučilišta (VUSB) koje je osnova još u listopadu 2006. godine.
Danas u Slavonskom Brodu postoji osam srednjih škola, trinaest osnovnih škola i jedna osnovna i srednja glazbena škola. Od ustanova predškolskog odgoja, u gradu postoji trinaest dječjih vrtića, centar za rehabilitaciju i odgoj djece s teškoćama u razvoju i jedna glazbeno-jezična radionica.
Stopa nepismenosti u Slavonskom Brodu zanemarivo je niska u odnosu na cjelokupno stanovništvo, a najveći je broj nepismenih u starijim dobnim skupinama što se može povezati s drugačijim uvjetima života i obrazovanja u ranijim vremenima. 
S druge strane, obrazovani dio stanovništva najviše čini ono koje završava osnovne i srednje škole, a manjim dijelom više škole i fakultete. Ali, taj se trend u zadnje vrijeme počinje značajno mijenjati, zbog sve viših zahtjeva, što ih postavlja tržište rada po pitanju odgovarajuće naobrazbe pojedinaca. S obzirom na to da je stopa nataliteta u opadanju, sve manji broj djece se upisuje u osnovne škole. Ipak, po spolnoj strukturi jednak se broj dječaka i djevojčica upisuje u osnovnu školu, dok pri upisu u srednju školu broj djevojčica koje upisuju gimnaziju je gotovo dvostruko veći od dječaka, dok je omjer isti, ali u korist dječaka pri upisu u obrtničke škole. Pri upisu u više i visoke škole razlike nisu značajne. Možda bi još bilo zanimljivo spomenuti da dvostuko više muškaraca stječe doktorsku titulu po završetku poslijediplomskog studija.
Prema podatcima Državnog zavoda za statistiku o broju djece u vrtićima i školama grad Slavonski Brod je jedan od gradova koji bilježi najveći porast novih mališana u dječjim vrtićima. Uspoređujući s podatcima broja upisane djece u dječjim vrtićima u 2017./2018. godini (ukupno 1637 djece), u 2018./2019. godini Slavonski Brod ima čak 103 djeteta više upisana u dječje vrtiće (ukupno 1740 djece).
Osnovnoškolske ustanove u Slavonskom Brodu
- OŠ Ivan Goran Kovačić Slavonski Brod
- OŠ Antun Mihanović Slavonski Brod 
  - (s područnim odjelom u naselju Mali Pariz)
- OŠ Hugo Badalić Slavonski Brod 
  - (s područnim odjelom u naselju Jelas)
- OŠ Đuro Pilar Slavonski Brod
- OŠ Blaž Tadijanović Slavonski Brod
- OŠ Bogoslav Šulek Slavonski Brod 
  - (s područnim odjelom u selu Vranovci)
- OŠ Vladimir Nazor Slavonski Brod 
  - (s područnim odjelom u selu Rušćica)
- OŠ Ivana Brlić-Mažuranić Slavonski Brod 
  - (s područnim odjelom u naselju Brodski Varoš)
- OŠ Milan Amruš Slavonski Brod
- OŠ Dragutin Tadijanović Slavonski Brod
- Osnovna glazbena škola Ivana Zajca Slavonski Brod
- Katolička OŠ Andrije Živkovića u Slavonskom Brodu

Srednjoškolske ustanove u Slavonskom Brodu:
- Gimnazija Matija Mesić Slavonski Brod (nastava se održava po programima jezične, opće, prirodnoslovne i prirodoslovno-matematičke gimnazije)
- Klasična gimnazija fra Marijana Lanosovića s pravom javnosti (nastava se održava po programima klasične i sportske gimnazije)
- Tehnička škola Slavonski Brod
- Srednja škola Matije Antuna Reljkovića Slavonski Brod
- Ekonomsko-birotehnička škola Slavonski Brod
- Srednja medicinska škola Slavonski Brod
- Industrijsko-obrtnička škola Slavonski Brod
- Obrtničko-tehnička škola Slavonski Brod
- SŠ Ivana Zajca (srednja glazbena škola)

Učilišta:
- Pučko otvoreno učilište Brod
- Pučko otvoreno učilište Libar

Visokoškolske ustanove u Slavonskom Brodu:
- Sveučilište u Slavonskom Brodu
  - Strojarski fakultet
  - Odjel društveno-humanističkih znanosti
  - Tehnički odjel
  - Biotehnički odjel

Studentski smještaj
- Studentski dom u Slavonskom Brodu

Dječji vrtići
- Dječji vrtić Gita
- Dječji vrtić Hlapić
- Dječji vrtić Kosjenka
- Dječji vrtić Lira
- Dječji vrtić Maslačak
- Dječji vrtić Pčelica
- Dječji vrtić Potjeh
- Dječji vrtić Radost
- Dječji vrtić Rutvica
- Dječji vrtić Seka i Braco
- Dječji vrtić Stribor
- Dječji vrtić Trnoružica
- Dječji vrtić Tintilinić
- Dječji vrtić Toporko
- Sportski dječji vrtić Palunko
- Dječji vrtić i centar za rehabilitizaciju djece s teškoćama u razvoju Zlatni cekin Kruha sv. Ante
- Glazbeno-jezična radionica Fantazija

## Poznate osobe
| - Mario Mandžukić – nogometaš - Ivana Brlić-Mažuranić – spisateljica, provela je velik dio života u Slavonskom Brodu. - Mia Čorak Slavenska – prva hrvatska primabalerina svjetskoga glasa (HNK, Metropolitan, Scala) - Dragutin Tadijanović – poznati pjesnik - Vladimir Becić – poznati hrv. slikar - Andrija Štampar – međunarodno priznati zdravstveni djelatnik - Matija Mesić – prvi rektor zagrebačkoga sveučilišta, povjesničar, rimokatolički svećenik - Josip Stadler – prvi sarajevski nadbiskup - Tomo Skalica – prvi Hrvat koji je oplovio svijet (prije Ive Visina!) - Milan Amruš – liječnik i političar, zagrebački gradonačelnik - Vjekoslav Klaić – jedan od najpoznatijih povjesničara - Hugo Badalić – poznati pjesnik - Andrija Torquat Brlić – političar i publicist - Mijo pl. Filipović – utemeljitelj Zagrebačkog Zoološkog vrta - Krešimir Blažević – osnivač zagrebačkog rock sastava "Animatori" - Marko Kutlić – pjevač - Svetozar Rittig – rimokatolički svećenik, teolog, akademik i politčar - Branko Ružić – jedan od prvaka hrv. suvremene umjetnosti - Davorin Bazjanac – međunarodno priznati pionir strojarstva - Vasil Antipov – slikar - Đurđa Vilagoš – poznata hrvatska slikarica - Rudolf Abramović – legendarni svestrani športaš - Kornelija Kvesić – hrvatska košarkašica - Ana Titlić – hrvatska rukometašica - Hilde Krahl – austrijska glumica - Zvonimir Toldi – poznati hrvatski etnolog - Silvije Tomašević – novinar - Đuro Đaković – istaknuti član KPJ - Dragutin Barić – rock glazbenik - Dragutin Horkić – književnik | - Zdravko Tomac – političar - Ivica Račan – političar - Krunoslav Kern – slikar - Zdravko Ćosić – slikar - Stjepan Vladimir Letinić – pjesnik - Ivica Šmit – novinar - Predrag Goll – slikar - Zdenko Runjić – skladatelj - Antun Milović – političar - Venio Losert – rukometaš - Iva Ciglar – košarkašica - Jelena Ivezić – košarkašica - Irena Kolesar – glumica - Davorin Komljenović – šahovski velemajstor - Branko Radičević – pjesnik - Marko Kern – poznati slikar - Radovan Delalle – arhitekt - Andrija Mutafelija – nogometaš - Zoran Šprajc – poznati voditelj - Josip Relković – pjesnik i svećenik - Ivanka Brađašević – hrv. književnica - Milan Kerdić – novinar, pravnik i političar - Ignjat Brlić – odvjetnik - Vatroslav Brlić – odvjetnik - Ivo Čupar – stomatolog i akademik HAZU - Mario Penzar – orguljaš - Davor Garić – glumac - Ivica Zubak – filmski redatelj - Vlado Bašić – pjevač - Marko Majstorović – katolički svećenik, monsinjor, župnik - Rupert Rozmarić – katolički svećenik, franjevac - Mladen Kruljac – hrvatski general - Ante Prkačin – političar i poduzetnik - Zdravko Marić – političar i bivši ministar financija |

## Kultura
| Kazališta - Dječje Kazalište Ivana Brlić Mazuranić - Kazališno koncertna dvorana Ivana Brlić Mažuranić Slavonski Brod Knjižnice - Gradska knjižnica Slavonski Brod - Knjižnica franjevačkog samostana u Slavonskom Brodu Muzeji - Muzej Brodskog Posavlja - Muzej tambure - Kuća Ivane Brlić-Mažuranić - Spomen-dom Dragutina Tadijanovića - Lovački muzej Galerije - Galerija umjetnina grada Slavonskog Broda - Galerija Ružić i suvremenici - Atelier – Unikat - Atelier – Aurel - Galerija i antikvarijat Balen - Galerija Kutuzović - Likovni salon Vladimir Becić | Ustanove - Državni arhiv - Institut za povijest Slavonije, Srijema i Baranje - Konzervatorski odjel u Slavonskom Brodu Manifestacije - Brodsko kolo – smotra folklora Brodsko-posavske županije - Brodsko glazbeno ljeto - Gloria Festung Brod – multimedijski je spektakl u prostoru Tvrđave. - Likovna kolonija Sava - Likovna kolonija Slavonija - U svijetu bajki Ivane Brlić-Mažuranić - x-k.e.r.u.b. music festival - Tadijine jedseni |

## Mediji
| Novine - Posavska Hrvatska - Brodski vjesnik Radio - Radio Brod - Radio Slavonija - Radio Tehničke škole (ukinut) - Radio 92 Televizijske postaje - Slavonskobrodska televizija - HTV (dopisništvo) | Portali - www.brodportal.hr - www.sbperiskop.net - www.sbplus.hr - www.sbonline.net - www.slavonskibrod.net - www.ebrod.net - www.035portal.hr - www.sbpozitivno.com |

## Šport
Najpopularniji športovi su nogomet i košarka.
Brođani su dali zavidne rezultate u tim športovima kao i u mnogim drugima, poglavito boks, akrobatski rock 'n' roll, tenis, karate, rukomet, kajak i kanu.                                                                                                                                                                  Poznati sportaši iz Slavonskog Broda su nogometaš Mario Mandžukić, rukometaši Venio Losert i Dejan Krtolica, košarkašice Kornelija Kvesić, Iva Ciglar i Jelena Ivezić te kajakaši Marko Lipovac i Antun Novaković.
Od 1954. održava se Međunarodna kajakaška regata „Slavonski Brod“, koja je u kalendaru ICF-a.
Europa kup u field samostrelu održava se od 2006. godine. Održava se u dvorani s metama na udaljenosti od 18m. Zanimljivost natjecanja je dodjela prijelaznog pehara pobjedniku eliminacijskog dijela turnira koji je zajednički za muškarce i žene.
Božićni malonogometni turnir 'Slavonski Brod'  održava se od 1995. godine te je po visini nagrade jedan od najboljih u Hrvatskoj.
Održava se najdugovječnija hrvatska trkačka utrka na 1 milju; utrke su bile poznate pod nazivom „utrke za palačinke“. Prvo izdanje bilo je 1984.
Nogomet
- NK Amater
- NK Budainka
- NK Marsonia (navijači: Legija)
- NK MV Croatia (natjecali se i kao NK Marsonia 1909)
- HNK Željezničar
- NK Vinogorac, Brodsko Vinogorje
- NK Roma – 1. romski nogometni klub u Hrvatskoj trenutno se ne natječe.
- NK Trgovački (ugašen)
- ŽNK Viktorija
- NK Podvinje, Podvinje
- NK Graničar, Brodski Varoš

Mali nogomet / futsal
- MNK Argus (ugašen)
- MNK Brod
- MNK Brod 035

Košarka
- KK Slavonski Brod
- KK Svjetlost Brod
- BAKL – Brodska amaterska košarkaška liga
- ŽKK Brod na Savi

Borilački športovi
- Taekwondo klub Kolonija
- MMA klub TIGAR Brod
- Boksački klub Posavina Kuna
- Boksački klub Brod
- Taekwondo klub Brod
- Karate klub Slavonski Brod

Kajak/kanu
- Kajak kanu klub Marsonia[22]
- Kajak kanu klub Olimpik[23]

Plivanje
- Plivački klub Marsonia

Vaterpolo
- Vaterpolo klub Marsonia

Konjički sport
- Zaprežni klub Slavonac

Hokej
- inline hokej klub OKEJ[24]

Ostalo
- Rukometni klub Brod
- TK Brod
- Šahovski klub Oriovac
- MOK Marsonia
- Odbojkaški klub Brod
- Odbojkaški klub Kolonija
- Squash club BROD
- Curling Club Legija
- Športski plesni klub Top-dance

## Udruge i klubovi
| - Mreža Zajednica Učenja (MZU) - GD Varganj - Beuz Slavonski Brod - Pokret urbanog življenja (PUŽ) - Bumn (udruga mladih i najmlađih) - 'Heron Marsonica Rally Team (obožavatelji spačeka) - Folklorni ansambl Broda (FAB) - Matica hrvatska Slavonski Brod - Paintball i Airsoft klub Marsonia - Zavičajni klub Brođani – Berlin - Kolos Slavonski Brod – bodybuilding, zdrava prehrana i MMA - Grupa za ljudska ženska prava - Udruga korisnika wireless komunikacija (SBWIFI) - Udruga za zaštitu životinja Victus - Udruga Vivak - Paintball klub Brod - Pokret ekstremnih sportova (PES) - Radio klub Slavonski Brod – 9A1CRS (www.9a1crs.com) - Takwon-do klub Alfa Brod - Slavonska Liga Amatera Stolnog Tenisa SLAST - Radio klub Jelas 9A1JSB (www.rau-jelas.hr) | - Udruga splavara ''Čika Mata'' - Udruga hrvatske mladeži Patriot – UHMP - Udruga Skuttino - Studio za moderni i klasični ples Brodski leptirići - Planinarsko društvo Dilj gora Slavonski Brod - Plesni studio Top Dance - Plesni klub Quickstep (www.plesnaskola.hr) - Brodski plesni studio Cascavela - Twirling klub Cascavela - Brodsko ekološko društvo – BED - Športsko ribolovni savez Brodsko-posavske županije - Yoga Studio Slavonski Brod - Boćarski klub Brlićka 2007 - Udruga za socijalizaciju, promicanje kulture i prevenciju ovisnosti (SKIP) - Brlog Predstavlja - Fotoklub Kadar SB - Studentski katolički centar Slavonski Brod (SKAC SB) |

## Gradovi prijatelji
- Celje, Slovenija[28]

## Počasni građani
- Josip Stadler (2023.)[29]

## Vanjske poveznice
- Službena stranica grada Slavonskoga Broda
- Turistička zajednica Slavonskoga Broda